# فرد تیتموس
فرد تیتموس (به انگلیسی: Fred Titmuss) بازیکن فوتبال زادهٔ ۱۵ فوریه ۱۸۹۸ اهل کشور انگلستان که سابقهٔ بازی در تیم ملی فوتبال انگلستان را در کارنامهٔ خود دارد. وی در تاریخ ۱۳ مارس ۱۹۲۲ نخستین بازی ملی خود را در مقابل تیم ملی فوتبال ولز انجام داد و با حضور در ۲ بازی ملی، در تاریخ ۵ مارس ۱۹۲۳ واپسین بازی ملی‌اش را در برابر تیم ملی فوتبال ولز برگزار کرد.